# Ein Besuch (1954)
Ein Besuch (Originaltitel: Une visite) ist ein Kurzfilm des Regisseurs François Truffaut aus dem Jahr 1954. Der Film galt lange als verschollen. Laut Hans Helmut Prinzler fand Truffaut die verloren geglaubte Kopie im Jahre 1982 wieder.  

## Handlung
Ein junger Mann sucht per Zeitungsanzeige ein Zimmer. Erst telefoniert er, dann fährt er zu einer Wohnung, wo ihm ein junges Mädchen öffnet. Er zieht als Untermieter ein. Das junge Mädchen bekommt Besuch von ihrem Schwager und dessen kleiner Tochter. Der Schwager bittet sie darum, auf das Kind übers Wochenende aufzupassen. Die beiden Männer, der Schwager und der Untermieter, beginnen mit dem jungen Mädchen zu flirten, dieses aber geht auf die Avancen der beiden nicht ein. Der neue Untermieter packt seine Sachen wieder zusammen und verlässt gemeinsam mit dem Schwager die Wohnung. Am Abend bringt das junge Mädchen das Kind zu Bett und schließt die Vorhänge.

## Kritik
Der Film hatte praktisch keine öffentlichen Präsentationen, daher gibt es auch keine kritischen Reaktionen. Truffaut selber erinnert sich in einem späteren Interview kaum mehr an seine Motive für die Realisation des Films.

## Bemerkungen
Filmprotokoll: in l'Avant-Scène Cinéma, Nr. 303–304, 1.15.3.1983